# ایمتانگ
ایمتانگ (به لاتین: Imetang) یک منطقهٔ مسکونی در پالائو است که در نگارچلونگ واقع شده‌است. ایمتانگ ۱٫۴۱ کیلومتر مربع مساحت دارد ۹ متر بالاتر از سطح دریا واقع شده‌است.